# Upplands runinskrifter 973
Upplands runinskrifter 973 är en runsten som fanns i Gränby i Vaksala socken i Uppland. Av stenen har endast den övre delen hittats. Runstenen hittades 1850 vid en åkerröjning i "sluttningen av Sala Backe". Den var fram till 1966 belägen endast några meter från vägen mellan Rasbo och Uppsala, en knapp kilometer närmare Uppsala centrum än Vaksalastenen som står längs samma väg. Runstensfragmentet flyttades 14 juni 1966 i samband med vägarbete till Upplandsmuseet och förvaras nu i ett magasin i Vattholma.
Runstensfragmentet är i gråblå grovkornig granit, 73 centimeter brett och 90 centimeter högt.

## Inskriften
Runorna är djupt huggna, medan ramlinjen är grundare. Stenen är ristad och signerad av Öpir.

### Inskriften i runor
ᛋᛁᚱᛁᚦ᛫ᛚ
ᚢᚾ᛫ᚼᚢᚴᛁ᛫ᚠᚱᛁᚾᛏᛅ᛫ᛋᛁᚾᚢᛘ᛫ᛁᚾ᛫ᛁᛅᚱ᛫ᛅᛏᛁ᛫ᚱᛁᚴᚱ᛫ᚼᚢ
ᛁᚾ᛫ᚢᛒᛁᚱ᛫ᚱᛁᛋᛏᛁ
Translitterering av runraden:
siriþ l... ...(u)n huki ' frenta ' sinum ' in ' iar ati ' rikr ' h(u)-... ... in ybir risti
Normalisering till runsvenska:
Sigrið l[et] ... huki frænda sinum. En hiar atti rikʀ ... ... En Øpiʀ risti.
Översättning till nusvenska:
Sigrid lät ... åt sin frände. Men här hade den mäktige ... Men Öpir ristade.

## Fotnoter
1. ↑  Unicode-stöd för runor behövs i din webbläsare